# 松本健太 (経営者)
松本 健太（まつもと けんた、1981年 - ）は、日本の経営者。
EMPRO Risk Management株式会社代表取締役。2024年9月よりAll Aboutのガイドを務める。

## 著作
- 『「絶対、クロージングするな！」ゴリゴリの営業マンにつける薬』（Independently published、2023年1月16日) ISBN B0BRM14G7X